# Melanie Windridge
Melanie Windridge es una física de plasma y comunicadora científica británica conocida por su libro Aurora: In Search of the Northern Lights y por su trabajo educativo sobre la energía de fusión con el Institute of Physics y la Peter Ogden.

## Trayectoria
Windridge se graduó de la Universidad de Brístol con una maestría en Física en 2002. Pasó su tercer año de pregrado en Francia en la Escuela Nacional Superior de Física de Grenoble. En 2009, se le otorgó un doctorado en Física de Plasma, especializada en energía de fusión, del Imperial College London. Su tesis discutió la estabilidad vertical de los anillos de plasma en tokamaks esféricos e investigó una de las consecuencias de que el anillo se vuelva inestable. Esta investigación se desarrolló en el experimento Mega Ampere Spherical Tokamak (MAST) en Culham Centre for Fusion Energy. Windridge demostró que los plasmas MAST pueden ser más inestables a disrupciones verticales que otros tokamaks debido a una fusión de la estructura del campo magnético y la falta de una barrera que se ajuste adecuadamente.
Después de su doctorado, fue elegida como profesora del Instituto de Escuelas y Colegios de Física en 2010, que inició su carrera en la comunicación científica. Mientras viajaba por el país hablando a las escuelas sobre la energía de fusión, escribió una colección de blogs sobre la materia, que más tarde se publicaron como un libro introductorio sobre la fusión, titulado Star Chambers: the Race for Fusion Power. 
Posteriormente trabajó con una nueva empresa suiza, Iprova, haciendo inventos para clientes de alto perfil, con los que tiene patentes varias. Fue nombrada inventora en 8 patentes paraPhilips, entre ellos dispositivos de iluminación, sanación y médicos. 
Es una visitante académica del grupo de Física de Plasma del Imperial College de Londres. Es consultora educativa de Peter Ogden, defensora fundadora y embajadora de la campaña Your Life y miembro del Stimulating Physics Network Advisory Group del Institute of Physics (IOP). También es miembro del grupo de comunicadores de ciencia IOP y del grupo Mujeres en Física. En 2015, ganó el premio STEM Ambassador de Science Oxford por su trabajo de divulgación científica en las escuelas.
Entre sus intereses se incluyen la fusión nuclear, la aurora y la exploración, y es una oradora habitual en estos temas. En 2013 se embarcó en una serie de viajes al Ártico para investigar la historia, ciencia y paisajes de la aurora boreal.

## Libros

### Aurora: In search of the Northern Lights
Aurora explora la belleza de la aurora boreal, y adicionalmente presenta algunos de los viajes de Windridge a destinos árticos como Suecia, Noruega, Canadá, Islandia y Svalbard. Fue publicado por la editorial William Collins en febrero de 2016.
Windridge recibió el premio ASLI Choice 2016 en la categoría «popular» por Aurora, así como el premio Rutherford Plasma Physics Communications del Institute of Physics en 2017.

### Star Chambers: The Race for Fusion Power
Star Chambers analiza los conceptos básicos de la fusión nuclear y cómo puede ser utilizada para generar energía. El libro se basó en las publicaciones de blog escritas para el Institute of Physics y en conferencias impartidas en 2010. 